# Kuhlhasseltia rajana
Kuhlhasseltia rajana är en orkidéart som beskrevs av Johannes Jacobus Smith. Kuhlhasseltia rajana ingår i släktet Kuhlhasseltia och familjen orkidéer. Inga underarter finns listade i Catalogue of Life.